# 조앤 오즈번
조앤 오즈번(Joan Osborne, 1962년 7월 8일 ~ )은 미국의 싱어송라이터이다.